# Mémorable (court métrage)
Pour plus de détails, voir Fiche technique et Distribution.
Mémorable est un film d'animation de court métrage français réalisé par Bruno Collet et sorti en 2019.

## Synopsis
Depuis peu, Louis, artiste peintre, et sa femme Michelle, vivent d’étranges événements. L’univers qui les entoure semble en mutation. Lentement, les meubles, les objets, des personnes perdent de leur réalisme. Ils se déstructurent, parfois se délitent.
Au fil de l'histoire, le spectateur comprend que Louis est atteint de la maladie d'Alzheimer, et tous ces évènements sont issus de son problème.

## Fiche technique
- Titre original : Mémorable
- Réalisation : Bruno Collet
- Scénario : Bruno Collet
- Décors : Bruno Collet, Fabienne Collet, Maude Gallon, Vincent Gadras et Marion Le Guillou
- Costumes :
- Animation : Indra Wedell, Gilles Coirier, Bilitis Levillain, Marion Le Guillou, Julien Leconte et Rodolphe Dubreuil
- Photographie : Fabien Drouet
- Montage : Jean-Marie Le Rest
- Musique : Nicolas Martin
- Son : Léon Rousseau
- Producteur : Jean-François Le Corre et Mathieu Courtois
- Sociétés de production : Vivement Lundi !
- Société de distribution :
- Studio de Mixage : L.E. Diapason
- Pays d'origine :  France
- Langue originale : français
- Format : couleur
- Genre : Animation
- Durée : 12 minutes
- Dates de sortie :
  - France : 10 juin 2019 (Annecy 2019)

## Distribution

### Voix originales
- André Wilms : Louis
- Dominique Reymond : Michelle

## Distinctions
- 2022 : Prix du jury, du jury lycéen et du public au Festival de cinéma de Montmirail 2022
- 2019 : prix du public, prix du jury junior et Cristal du court métrage du festival international du film d'animation d'Annecy
- 2019 : prix du public au Festival du film court de Villeurbanne[1]
- 2020 : prix spécial du jury au festival du film court francophone de Vaulx-en-Velin - Un poing c'est court
- 2020 : nommé aux Oscars 2020, dans la catégorie meilleur court métrage d'animation.